# Filippo Coarelli
Filippo Coarelli (Roma, 9 giugno 1936) è un archeologo italiano, già docente di Storia romana e di Antichità greche e romane all'Università di Perugia. È stato allievo di Ranuccio Bianchi Bandinelli.

## Biografia
Dopo aver inizialmente frequentato la facoltà di giurisprudenza, si dedica all'archeologia.
Ancora studente partecipa ad operazione di scavo presso le mura di Alatri, a Monteleone Sabino e a Begram in Afghanistan. Si è occupato di topografia antica di Roma e dell'Italia antica, utilizzando sia le fonti antiche che i dati archeologici ed utilizzando anche altre metodologie, come quelle dell'antropologia culturale, allo scopo di ricostruire i diversi aspetti del passato.

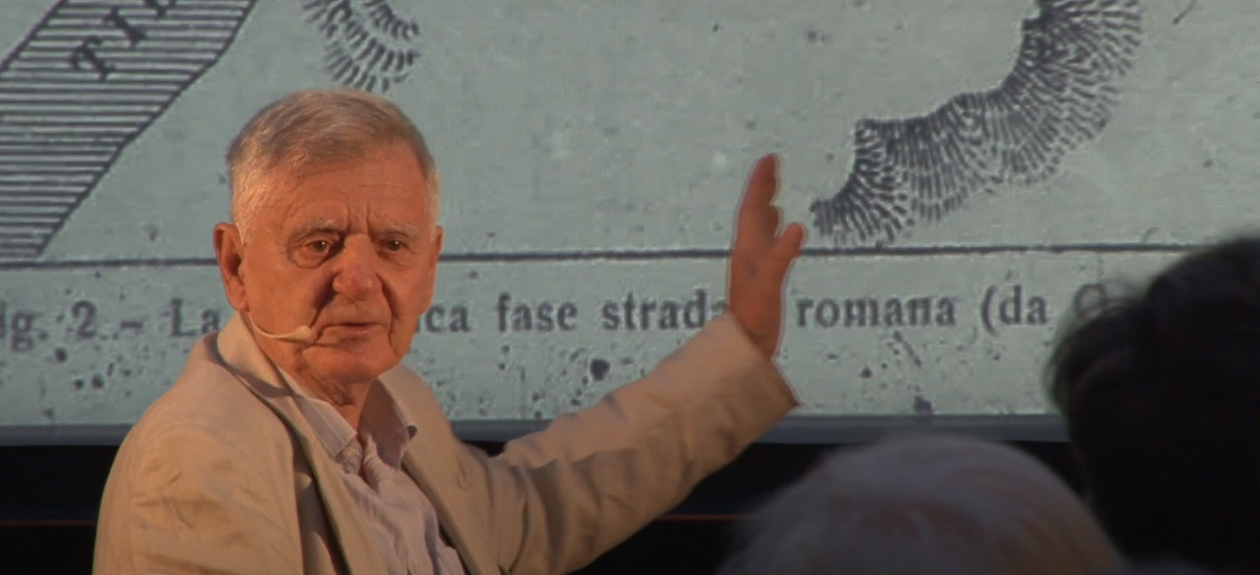
Il Prof. Filippo Coarelli durante una presentazione a Roma in Piazza Borghese (2018)

Si laurea in archeologia nel 1961, all'università di Roma con Ranuccio Bianchi Bandinelli e poco dopo diviene suo assistente.
È stato redattore, dalla sua fondazione (1967), della rivista Dialoghi di Archeologia, creata e diretta da Bianchi Bandinelli.
Tra il 1968 e il 1973 è stato ispettore archeologo presso la Ripartizione Antichità e Belle Arti del comune di Roma e, in seguito, assistente presso l'università di Siena e poi presso l'università di Perugia.
Dal 1978 dirige gli scavi della colonia latina di Fregellae, presso Isoletta d'Arce (Frosinone). Dal 2003 è direttore scientifico degli scavi al Santuario di Diana a Nemi, in collaborazione con Giuseppina Ghini della Soprintendenza ai Beni Archeologici del Lazio. Dal 2006 è direttore scientifico degli scavi di Villa San Silvestro di Cascia (PG).
Dal 1980 al 2008 è stato professore ordinario di "Storia Romana", ha insegnato "Antichità greche e romane", "Antichità romane" e "Religioni del Mondo Classico" presso il Corso di Laurea in scienze dei Beni Archeologici e Antropologici della Facoltà di Lettere e Filosofia dell'università di Perugia.
Nel 1983 ha condotto per la Rai, il ciclo dedicato all'era antica di "La straordinaria storia dell'Italia".
Nel 2003 è stato insignito dal Presidente della Repubblica Italiana (Carlo Azeglio Ciampi) della Medaglia d'oro ai Benemeriti della cultura e dell'arte.
È membro dell’Academia Europaea, dell’Accademia Nazionale dei Lincei, dell’Académie des Inscriptions et de Belles Lettres, della British Academy, della Société des antiquaires de France, dell’Istituto di Studi Etruschi.
Attualmente è professore emerito dell'Università degli Studi di Perugia.

## Opere principali
- Guida archeologica di Pompei (1976).
- Fregellae (1981).
- (curatore) Dictionnaire méthodique de l'architecture grecque et romaine (1985).
- Il foro romano, 2 volumi, Roma 1986, ed. Quasar
- I santuari del Lazio in età repubblicana (1987).
- Il foro boario: dalle origini alla fine della repubblica, Roma 1988, ed Quasar.

1. Numerosi contributi a Lexicon Topographicum Urbis Romae, E. M. Steinby, ed. (Quasar).

- Da Pergamo a Roma: i Galati nella città degli Attalidi (1995).
- Il Campo Marzio: dalle origini alla fine della Repubblica (1997).
- Fregellae. 1. La storia, la città, il territorio (1998).
- La Colonna Traiana, Roma 1999, ed. Colombo.
- The Colosseum (2001). ISBN 88-86359-34-9
- La Colonna di Marco Aurelio, Roma 2008, ed.Colombo. ISBN 978-88-86359-97-9
- Storia dell'arte romana. Le origini di Roma, Milano, ed. Jaca Book. ISBN 978-88-16-60448-3
- Palatium. Il Palatino dalle origini all'impero, Roma 2012, ed Quasar. ISBN 978-88-7140-478-3